# NDISwrapper
NDISwrapper é programa de computador de adaptação de drivers de dispositivo que permite o uso de drivers de rede sem fio do Microsoft Windows em sistemas Unix.